# AMR (motorfietsmerk)
AMR is een Italiaans historisch merk van motorfietsen.
Het was gevestigd in Casarza Ligure, Genua.
AMR begon in 1970 met het fabriceren van frames uit chroom-molybdeen-vanadium buizen. Men kocht inbouwmotoren van Sachs en zo ontstonden crossmotoren van 125- tot 350 cc. De productie eindigde in 1983.